# Dodge Royal
De Dodge Royal en de Dodge Custom Royal waren de twee topmodellen van het Amerikaanse automerk Dodge in 1955. Het merk introduceerde drie modellen dat jaar. Het basismodel onder de Royal en de Custom Royal was de Dodge Coronet. De coupé-variant van beide modellen en de Custom Royal cabriolet - de Royal bestond niet als cabriolet - kregen het postfix Lancer. Enkel van de Royal was er ook een stationwagen, en die heette Dodge Sierra.

## Geschiedenis
1955 was een keerpunt voor het Chrysler-concern. Na het bankroet te hebben vermeden dankzij een lening van 250 miljoen dollar werden de merken geherpositioneerd en nieuwe modelseries ontwikkeld. Dodge kwam tussen Plymouth en DeSoto te staan en bracht in 1955 drie nieuwe modellen uit onder leiding van ontwerper Virgil Exner. Het eerste model was de Dodge Coronet, het tweede de luxueuzere Royal en het topmodel de Custom Royal. Stijlkenmerken waren onder meer een dubbele grille en sweep spear-afwerking op de zijkant. Het topmodel Custom Royal onderscheidde zich met extra chroomafwerking, verchroomde staartvinnen en een betere uitrusting. Beide Royals waren enkel met V8-motoren te bekomen.